# Estação Vila do Conde

A Estação Vila do Conde é parte do Metro do Porto. Ela serve a cidade de Vila do Conde, e fica situada junto ao aqueduto e ao Estádio dos Arcos.